# Mesa Airlines
Mesa Airlines, Inc. (NASDAQ: MESA) es una aerolínea regional estadounidense con base en Phoenix, Arizona, Estados Unidos. Dispone del certificado aéreo FAA Part 121 como compañía aérea con el certificado de número MASA036A del 29 de junio de 1979. Se trata de una filial de Mesa Air Group. Fue conocida como Mountain West Airlines de 1995 a 1996. Opera vuelos como United Express, US Airways Express, Delta Connection (mediante Freedom Airlines), y bajo la marca go! para vuelos entre las islas hawaiianas. Opera a más de 180 ciudades de América.  Mesa posee el mejor registro de seguridad al ser la aerolínea regional que cuenta con un menor número de incidentes según el Journal of Air Transportation.

## Operaciones
Mesa Airlines opera como:
- US Airways Express es una sub-marca de vuelos que usa una flota con librea independiente a la de US Airways de aviones Bombardier CRJ 200 y 900, y De Havilland Canada Dash 8 bajo un acuerdo de código compartido con garantía de ingresos. Sus aeropuertos principales están en Phoenix y Charlotte.
- United Express es una su-marca que utiliza una flota con librea independiente a la de United Airlines de aviones Bombardier CRJ 700, Bombardier CRJ 200, y de De Havilland Canada Dash 8 bajo un acuerdo de código compartido con garantía de ingresos. Sus aeropuertos principales están en Washington, Chicago y Denver.
- go! es una sub-marca con una flota de librea independiente a la de go! con aviones Bombardier CRJ-200 desde su aeropuerto principal en Honolulú.

Mesa Airlines es una marca utilizada en los vuelos desde Albuquerque y Dallas/Fort Worth operada por Air Midwest con una flota de aviones Beechcraft 1900.

### Antiguas divisiones de la aerolínea
- CalPac (California Pacific)  (1993-1995)
- Desert Sun Airlines (1995-1996)
- FloridaGulf Airlines (1991-1997)
- Liberty Express Airlines (1994-1997)
- Mountain West Airlines (1995-1996)
- Skyway Airlines (1989-1994)
- Superior Airlines (1994-1995)
- Air Midwest (1991-2008)

## Historia
De 1989 a 1998, Mesa Airlines operó como un conglomerado de ocho aerolíneas independientes.Para la historia de adquisición y ampliación de Mesa Airlines durante este periodo, véase Mesa Air Group. La historia que se trata a continuación es la de las aerolíneas individuales que se unieron como Mesa Airlines durante este periodo:

### Mesa Airlines / Mountain West Airlines
Mesa Airlines conocida brevemente como Mountain West Airlines de 1995 a 1997.  Se conformaba de cuatro operaciones separadas en función de los acuerdos de código compartido que tenía firmados. En octubre de 2006, sólo sus operaciones como America West Express y United Express continuaban en servicio. [cita requerida]

#### Independiente
La Mesa Airlines original fue fundada por Larry y Jane Risley de Farmington, Nuevo México, como división de vuelos de JB Aviation en 1980. En 1982, comenzó sus operaciones como Mesa Air Shuttle. Durante los siguientes cinco años incrementó su presencia en Nuevo México y estableció su aeropuerto principal en Albuquerque. También estableció posteriormente otro aeropuerto importante en Phoenix. En 1992, cuando Mesa alcanzó un acuerdo de código compartido con America West, su base de operaciones de Phoenix pasó a formar parte de la división America West Express.
En 1997, Mesa estableció una base de operaciones en el Aeropuerto Internacional Fort Worth Meacham, utilizando dos aviones Bombardier CRJ, que proporcionaban vuelos desde Fort Worth a San Antonio, Austin, Houston, y Colorado Springs. La base tuvo una vida muy corta y fue eliminada durante una reestructuración corporativa. La base de Albuquerque pasó a manos de Air Midwest. [cita requerida]

#### America West Express
En septiembre de 1992, Mesa negoció un acuerdo de código compartido con America West para operar desde su base de Phoenix, a 12 ciudades. Estas rutas fueron al principio operaciones independientes de Mesa. El código compartido permitió incrementar frecuencias e incrementar las ocupaciones así como lanzar nuevas rutas.
En 1997, Desert Sun Airlines se fusionó con esta empresa y sus Fokker F70 fueron reemplazados por aviones Bombardier CRJ-200.  Los CRJ-200 también comenzaron a reemplazar a los Beechcraft 1900 mientras estos últimos eran transferidos a la filial de Mesa: Air Midwest. A comienzos de diciembre de 1997, Mesa comenzó a operar los aviones de Havilland Canada Dash 8-200 entre Phoenix y Grand Junction. En 2003, Mesa Airlines se hizo cargo de las operaciones de Freedom Airlines y los CRJ-900 de Freedom Airlines fueron transferidos para las operaciones de America West Express.
El 16 de septiembre de 2005, America West y US Airways completaron su fusión. A pesar de la fusión de ambas compañías, en mayo de 2008, las operaciones de vuelo no se fusionaron y Mesa continuó volando con el código compartido de la nueva US Airways Group como US Airways Express en base al acuerdo de código compartido de America West Express. Operaba con aviones CRJ-200 y CRJ-900 desde los aeropuertos de Charlotte y Phoenix, y con los Dash-8 desde Phoenix. [cita requerida]

#### US Airways Express
En noviembre de 1997, Mesa negoció un acuerdo de código compartido para proporcionar vuelos a US Airways como US Airways Express utilizando 14 aviones de reacción a varias ciudades desde sus bases de Filadelfia y Charlotte. En 1998 y 2000, el acuerdo fue ampliado a 28 aviones y luego a 52 aviones. El primer avión CRJ-200 comenzó a operar en 1998.  Como Mesa pensaba recibir las entregas de los aviones Embraer 145 en 2000, los CRJ fueron transferidos a la sección de America West, separando los tipos de flotas.
En 2003, 20 CRJ-200 fueron devueltos a la división de US Airways Express.  Con el regreso del CRJ, los CRJ-200 operaban en Filadelfia, y los ERJ-145 en Charlotte.
En 2005, el acuerdo de código compartido de Mesa con US Airways no fue renovado debido a los problemas financieros, y Mesa desvió los aviones para atender otros códigos compartidos. Veintiséis aviones ERJ fueron utilizados por Freedom Airlines, y los CRJ y ERJ restantes fueron transferidos a las operaciones de Mesa como United Express. [cita requerida] Sin embargo, tras la fusión con America West Airlines un año más tarde, el contrato de Mesa con America West Express fue mantenido y ampliado para incluir rutas nunca antes operadas por America West Express.

#### United Express
En 1990, Mesa adquirió Aspen Airways así como su base de Denver y sus rutas, excepto la ruta de Denver a Aspen. Intentaron hacerse con el control del acuerdo de código compartido que Aspen mantenía con United, sin embargo United no tenía interés en mantener un acuerdo de código compartido con una aerolínea que sólo opera turbohélices de 19 asientos. Mesa alquiló algunos Embraer-120 Brasilia de su antigua competidora en Nuevo México, Air Midwest. Con los Embraer Brasilia en su poder, Mesa obtuvo el código compartido con United desde el Aeropuerto de Denver.
En 1995, California Pacific y su centro de operaciones de Los Ángeles se fusionó dentro de las operaciones de Mesa como United Express. Después de la fusión de la base de Columbus así como de Superior Airlines con Mesa Airlines, sus aviones y tripulaciones fueron utilizados para ampliar las operaciones de United Express en Portland y Seattle. En 1997, las dificultades operativas en el aeropuerto de Denver y la falta de acuerdo para renovar el código compartido de WestAir, filial de Mesa, con United, acabó provocando la cancelación del código compartido con Mesa.
En 2003, Mesa volvió a negociar un acuerdo de código compartido con United en el centro de operaciones de Denver. En octubre de 2008, Mesa utilizaba los CRJ-200 y CRJ-700 en sus centros de Chicago y Washington, mientras que los Dash-8 y CRJ-700 se utilizan en Denver Colorado. [cita requerida]

### Skyway Airlines
La división de Mesa en Skyway Airlines resultò de la que anteriormente operase como Midwest. Skyway fue creada en 1989 cuando Mesa estableció un acuerdo de código compartido con Midwest Express y el centro de conexiones de Milwaukee. Desde Milwaukee, Mesa operaba a 25 ciudades en nueve estados en la región superior de Midwest, utilizando aviones Beechcraft 1900. Cuando el código compartido expiró en 1994, este no fue renovado. Midwest Express pasó a estar bajo el nombre y rutas de Skyway Airlines, formando Astral Airways para rellenar el hueco que había tras cesar Mesa sus operaciones en Milwaukee. Mesa recolocó los aviones y tripulaciones para comenzar como Superior Airlines en su base de Columbus, Ohio para America West Express. [cita requerida]

### FloridaGulf Airlines
La división de FloridaGulf Airlines fue creada en 1991 después de que Mesa adquiriese a Air Midwest. El consejero delegado de Air Midwest, Robert Priddy, fue el elegido para dirigir la empresa en el inicio de sus operaciones. Opera bajo un acuerdo de código compartido con USAir y fue una de las compañías de USAir Express. Comenzó ofreciendo vuelos desde su base de Tampa, a Florida y al sureste de los Estados Unidos utilizando aviones Beechcraft 1900. A continuación se establecieron nuevas bases en Orlando y Nueva Orleans. En 1993, la aerolínea se expandió al noreste, con una base en Boston y posteriormente en Filadelfia. En 1994, se añadieron seis Embraer-120 Brasilia. Con el tiempo se fusionó en Air Midwest, en 1997, operando 44 Beechcraft 1900 y 9 Embraer-120 operando 49 destinos. [cita requerida]

### Superior Airlines
Después de que la división de Skyway Airlines cesase sus operaciones, Mesa recolocó los aviones y tripulaciones y creó Superior Airlines en 1994 proporcionando vuelos desde su base de Columbus, Ohio para America West Express. En 2000 los aviones y tripulaciones, que consistía de CRJ-200s , comenzaron a ser operadas por la propia Mesa Airlines. America West Airlines cerró su base de Columbus en 2003 y Mesa volvió a recolocar tanto tripulantes como aviones para atender las reinstauradas operaciones como United Express.

### CalPac (California Pacific)
Mesa creó CalPac (California Pacific) en 1993, operando como compañía de United Express con una base en Los Ángeles, California. Utilizaba Beechcraft 1900 y Embraer-120 para operar a 12 destinos. En 1995, la división aérea fue fusionada en las operaciones de Mesa como United Express.

### Liberty Express Airlines
En 1994, Mesa adquirió la compañía Crown Airways con base en Pittsburgh. Utilizando los elementos de Crown Airways, Mesa creó Liberty Express que tenía su base en Pittsburgh y operaba en código compartido para USAir. En 1997, fue adherida a Air Midwest, operando 14 aviones Beechcraft 1900 y atendiendo 17 destinos.

### Desert Sun Airlines
La división Desert Sun Airlines fue creada en 1995 para inaugurar el primer vuelo a reacción de Mesa utilizando un Fokker F-70. Operaba como America West Express desde la base de Phoenix. Las dos primeras ciudades que contaron con vuelos a reacción fueron Spokane y Des Moines. En 1996, la división fue fusionada en las operaciones de Mesa como America West Express, y los aviones Fokker F-70 fueron reemplazados por aviones CRJ según fueron introducidos.

### go!
En 2006, Mesa creó Go! en las islas Hawaiianas, usando 5 aviones Bombardier CRJ desde su base de Honolulu. Se estableció un código compartido con Mokulele Airlines, que pretendía operar en aeropuertos que no aceptaban aviones de reacción y proporcionaba vuelos punto a punto entre las islas con avionetas Cessna Caravan turbohélice. Actualmente cuenta con 5 CRJs en Hawái.
Esta filial de Mesa se ha visto envuelta en múltiples litígios con Hawaiian y Aloha Airlines y fue también investigada por la FAA por un incidente ocurrido el 13 de febrero de 2008 cuando ambos pilotos se quedaron dormidos durante un vuelo regular de 36 minutos entre Honolulu e Hilo. El vuelo 1002 de go! Sobrevoló el aeropuerto de Hilo y recorrió 15 millas adicionales, manteniéndose a 21,000 pies sobre el terreno. Los controladores aéreos no fueron capaces de comunicarse con los pilotos durante 25 minutos, cuando el contacto fue restablecido y el avión regresó y efectuó su aterrizaje en Hilo.
Go! Fue también culpada el 31 de marzo de 2008 de la quiebra de Aloha Airlines debido a sus agresivas tarifas. go! Se convirtió en el blanco principal de Aloha, después de que ambas ofreciesen tarifas bajas.

### Kunpeng Airlines
Kunpeng Airlines fue creada tras el acuerdo entre Mesa Airlines y Shenzhen Airlines de China. Comenzó a volar en octubre de 2007 con 3 CRJ-200 y actualmente cuenta con 5 en China. La idea original era operar 20 CRJs antes del comienzo de los Juegos Olímpicos de Beijing de 2008 y planeaban añadir unos 20 aviones más cada año durante los siguientes 5 años. Todos los pilotos tendrán su base en Beijing o Xian y la aerolínea pretendía volar en ese momento a unos 16 aeropuertos regionales. Mesa intentó reemplazar los desfasados CRJ-200 con aviones regionales más grandes como los CRJ-700 y CRJ-900.  Kunpeng ha decidido recientemente retrasar las entregas deCRJ 200 en favor de los nuevos Embraer 190.

## Bases de tripulaciones
- Charlotte, Carolina del Norte (CRJ-900) - US Airways Express
- Chicago, Illinois (CRJ-200/700) - United Express
- Denver, Colorado (DHC-8-200) - United Express
- Grand Junction, Colorado (DHC-8-200) - United Express
- Honolulu, Hawái (CRJ-200) - Go!
- Kahului, Hawái (CRJ-200) - Go!
- Kona, Hawái (CRJ-200) - Go!
- Lihue, Hawái (CRJ-200) - Go!
- Phoenix, Arizona (DHC-8-200), CRJ-200/900) - US Airways Express
- Washington, Virginia (CRJ-200/700) - United Express

## Flota

### Flota actual
En septiembre de 2024, la flota de Mesa Air estaba compuesta de los siguientes aviones, con una edad media de 13,1 años:
| Avión              | Total | Pedidos | Asientos                                              | Filial                           |
| ------------------ | ----- | ------- | ----------------------------------------------------- | -------------------------------- |
| Bombardier CRJ-900 | 37    | —       | 86 o 76 en cabina de Primera Clase (Delta Connection) |                                  |
| Embraer 175        | 60    | —       | 76                                                    | Son operados para United Express |
| Total:             | 97    | —       |                                                       |                                  |

## Incidentes
El 9 de agosto de 2002, un olor a alcohol alertó a los guardias de seguridad del Aeropuerto Nacional Little Rock sobre un piloto de Mesa Airlines que acababa de llegar para pilotar su Embraer ERJ-145LR. El piloto fue despedido por la compañía. El copiloto y la tripulante de vuelo fueron también suspendidos pendientes del resultado de la investigación.
El 25 de enero de 2007, el CRJ-200LR de Mesa Airlines con registro N17337 y que operaba para US Airways Express (con colores de America West Express) el vuelo 2985 del Aeropuerto Internacional de Denver al Aeropuerto Internacional Phoenix Sky Harbor sufrió una pérdida de potencia en uno de sus motores a unas 50 nm (100 km) de Denver. La tripulación declaró una emergencia y fue capaz de regresar a Denver sin notificarse heridos ni entre el pasaje ni entre la tripulación. El incidente en cuestión es el primero de este tipo para el motor General Electric CF34-3B1 que utilizaba este CRJ.